# Friværdi
 For alternative betydninger, se Friværdi (flertydig). (Se også artikler, som begynder med Friværdi)
Friværdi betyder at en fast ejendom eller et andet aktiv er belånt med et mindre beløb end aktivets aktuelle handelspris, fastsat ved en realistisk og uafhængig vurdering, og at der derfor er plads til yderligere belåning. For en kreditforening betyder friværdi, at der er plads til yderligere belåning af den faste ejendom indenfor de fastsatte belåningsgrænser på 60 eller 80% af kreditforeningens vurderingspris for ejendommen. 
Også andre aktører på det finansielle marked, kan i forbindelse med belåning af friværdi i en fast ejendom af kredit- og sikkerhedsmæssige grunde have fastsat en lavere grænse for belåning end ejendommens aktuelle vurderings- eller handelspris.
| Økonomi | Spire Denne artikel om økonomi er en spire som bør udbygges. Du er velkommen til at hjælpe Wikipedia ved at udvide den. |